# Fabian Delph
Fabian Delph (født 21. november 1989 i Bradford, England) er en engelsk fodboldspiller (midtbane/venstre back). Han spillede for Manchester City i den engelske Premier League.

## Klubkarriere
Delph spillede ungdomsfodbold hos henholdsvis Bradford City og Leeds United, og blev i 2006 rykket op i Leeds' seniortrup. Han debuterede for klubbens førstehold 6. maj 2007 i en Championship-kamp mod Derby County.
Flere Premier League-klubber var i sommeren 2009 interesserede i at tilknytte Delph, der på daværende tidspunkt have tilspillet sig en vigtig rolle på Leeds-holdet. Han skiftede til Aston Villa for en pris på ca. 6 millioner britiske pund. Mindre end to uger senere debuterede han for klubben i den første kamp i Premier League 2009-10-sæsonen.
Delph spillede de følgende seks sæsoner for Aston Villa, og nåede mere end 100 ligakampe for klubben, hvor han tilspillede sig en vigtig rolle, og både i 2014 og 2015 blev kåret til Årets spiller i klubben. Herefter skiftede han til topholdet Manchester City for en pris på ca. 8 millioner britiske pund. Her blev han af manager Josep Guardiola i løbet af sæsonen 2017-18 omskolet fra sin tidligere rolle som midtbanespiller til venstre back.

## Landshold
Efter i perioden 2008-09 at have spillet fire kampe for Englands U/21-landshold, blev Delph for første gang udtaget til A-landsholdet i 2014. Her debuterede han for holdet 3. september i et opgør mod Norge, og har (pr. maj 2018) spillet ni landskampe. Han blev for første gang udtaget til en stor slutrunde da han var med i truppen til VM 2018 i Rusland.